# Dominik Pecka
Dominik Pecka (4. srpna 1895, Čejkovice – 1. května 1981, Moravec) byl český římskokatolický kněz (vysvěcený v Brně roku 1918), od roku 1926 gymnaziální profesor, autor řady studií z oblasti sociologie, antropologie a teologie. Byl také činný v oblasti krásné literatury a působil jako redaktor časopisů Úsvit a Jitro. Byl perzekvován komunistickým režimem (vězněn v letech 1954–1955 a 1959–1960).

## Život
Studoval nejprve na gymnáziu v Kyjově (v letech 1906–1907), poté v kněžském semináři v Brně (1907–1912). Maturoval v roce 1914 na gymnáziu na Starém Brně. Po maturitě pokračoval ve studiu v kněžském semináři v Brně. Kněžské svěcení přijal 5. července 1918. Po svěcení působil v letech 1918 až 1926 postupně jako kaplan v Tuřanech, Loděnicích a Zábrdovicích.
Na doporučení představených se rozhodl pro pedagogickou službu. V roce 1926 získal po složení předepsaných zkoušek profesorskou způsobilost pro gymnázia. Vyučoval náboženství, filosofii, němčinu a francouzštinu. Jeho působištěm bylo v letech 1926 až 1941 české gymnázium v Jihlavě. Po jeho zrušení učil na gymnáziu v Brně – Králově Poli (1941–1946) a v Brně-Husovicích (1946–1953). V letech 1949–1950 působil také jako docent sociologie na Teologickém ústavu v Brně.
V květnu 1954 byl zatčen a odsouzen na dva a půl roku odnětí svobody. Po propuštění na amnestii v květnu 1955 se vrátil do Brna, kde pak působil jako zpovědník Kongregace milosrdných sester III. řádu sv. Františka. V roce 1958 byl však znovu zatčen a pro „maření dozoru nad církvemi“ odsouzen na čtrnáct měsíců vězení. Po propuštění v únoru 1960 odešel do brněnského kapucínského kláštera.
V roce 1969 byl částečně rehabilitován; téhož roku mu Cyrilometodějská teologická fakulta udělila čestný doktorát. Poslední rok života prožil v kněžském domově v Moravci.

## Dílo
- Oheň na zemi, 1931
- Skryté paprsky, 1932
- Listy otce synovi, 1932
- Listy matky dceři, 1932
- Tajemství života. Aforismy, 1932, 4. vyd. 1948
- Svatí a lidé, 1933
- Smysl života, 1936
- Tvář člověka, 1939
- Cesta k pravdě. Základní otázky náboženské, 1940, 3. vyd. 1969
- Ze zápisníku starého profesora, 1940
- Umění stárnouti za školou, 1943
- Assunta, 1944
- Umění žíti. Katolická mravouka, 1947
- Škola a život, 1947
- Moderní člověk a křesťanství, 1948
- Člověk a dějiny, 1969
- Člověk a technika, 1969
- Úvod do filosofie, 1969
- Člověk. Filosofická antropologie I–III, Řím 1970–71
- Z deníku marnosti, 1993
- Starý profesor se hlásí o slovo, 1995
- Starý profesor vzpomíná, 1996
- Moudrost pana profesora Dominika Pecky, Cesta, 2018